# دلتا ميكونغ

موقع دلتا الميكونغ في فيتنام

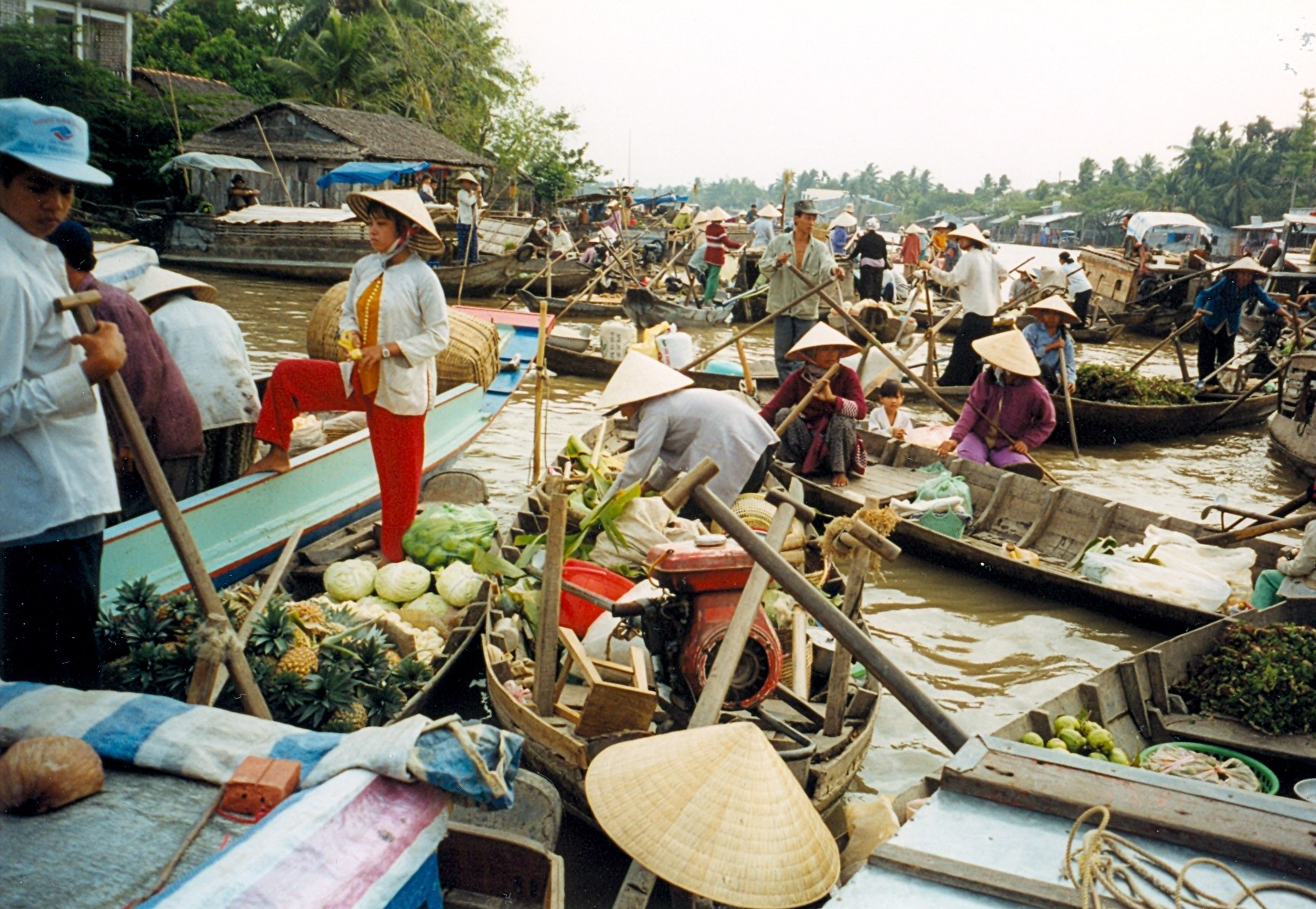
بيع المنتجات الزراعية والأسماك على القوارب الطافية في سوق "كان ثو" بدلتا الميكونغ في فيتنام

دلتا الميكونغ يشمل هذا الإقليم جميع المناطق الواقعة جنوبي سلسلة جبال أنامايت والمناطق الساحلية المنخفضة. وقد تكوَّنت هذه الدلتا بوساطة نهر الميكونغ الذي ينبع من الصين ماراً بجنوب شرقي آسيا إلى أن يصب في بحر الصين الجنوبي. وهذه الدلتا ترتفع بمقدار 3 أمتار فوق سطح البحر، وهو أعلى ارتفاع لها. ويعيش أكثر من نصف سكان البلاد في فيتنام بهذه الدلتا، وهي المنطقة الزراعية الرئيسية.

## صور إضافية

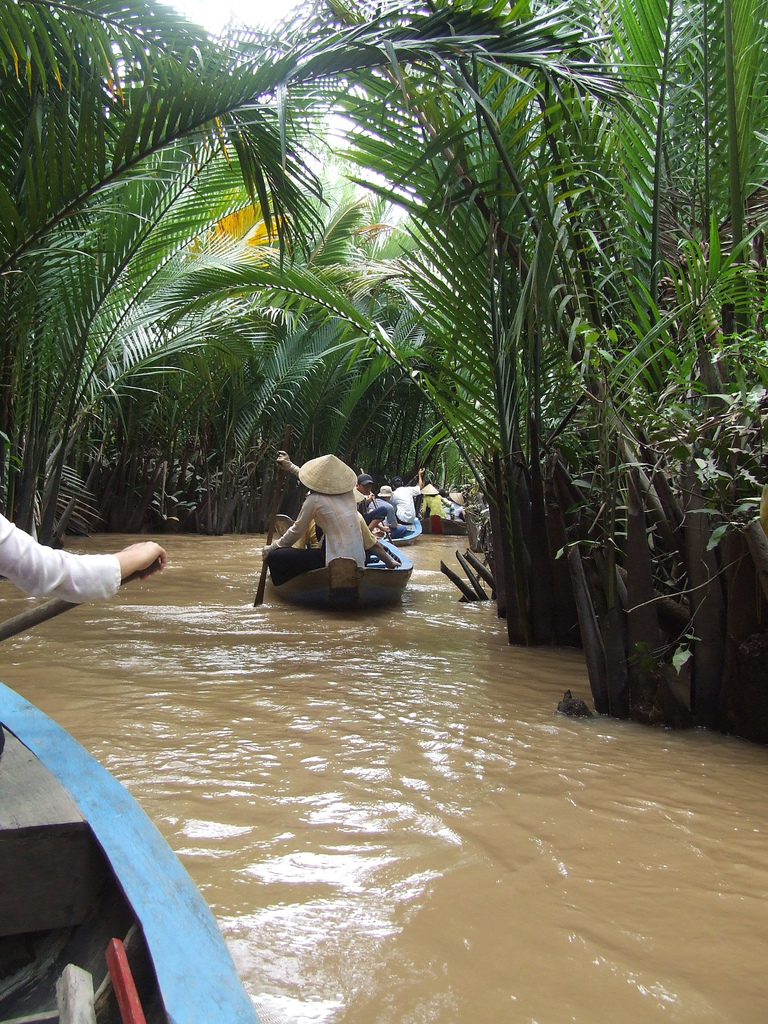
Mekong Delta
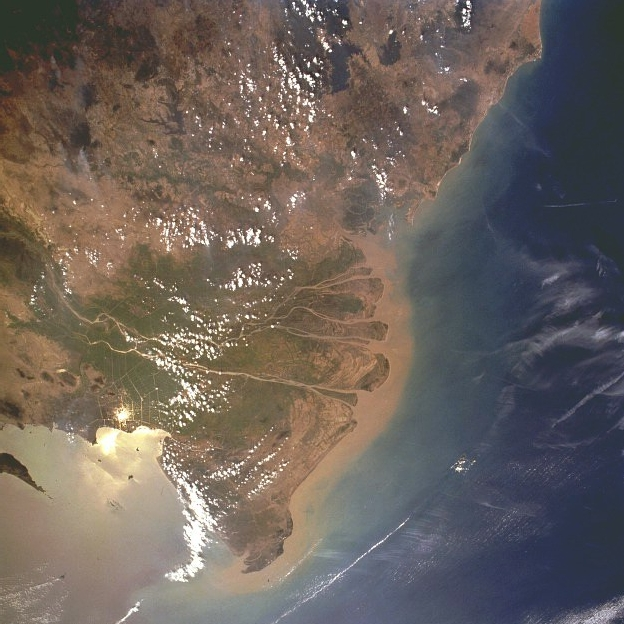
دلتا الميكونج من الفضاء , فبراير 1996
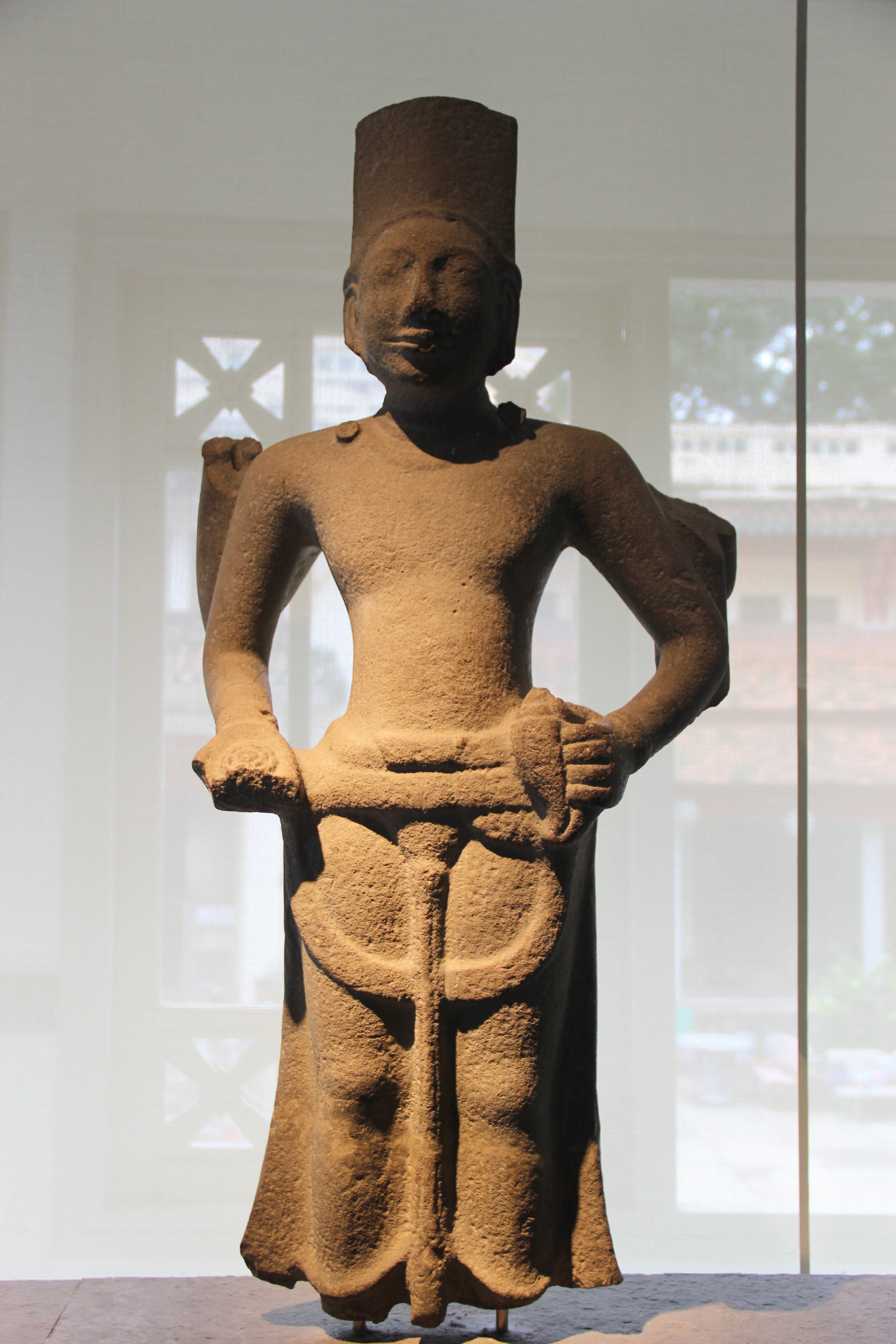
تمثال "فيشنو" من القرن 7/6 بعد الميلاد

## اقرأ أيضا
- خليج ها لونج
- هانوي
- مدينة هو تشي منه
- هوي أن
- فو كوك